# Апр из Туля
Апр (Апер; лат. Aprus, фр. Aper; V век, неизвестно — 507, Туль) — святой, епископ Туля. День памяти — 15 сентября.
Святой Апр был епископом Туля с 500 по 507 год. Брат святой Апронии (иначе Евронии), он родился неподалёку от Трира. Считается, что он учился на адвоката. По принятии священного сана святой Апр был поставлен во епископы тульские.

## Почитание
Мощи святого Апра были обретены в 978 году. Согласно «Vita Sancti Gerardi», святой Герард I, епископ Тульский (ок. 963—994), пока был болен, перенёс в Туль мощи святых Мансуэта и Апра и поместил их в храм Иоанна Предтечи.

## Ссылка
- St. Aprus